# E40 (trasa europejska)
E40 – trasa europejska bezpośrednia wschód-zachód.
E40 jest najdłuższą trasą europejską, liczy ok. 8500 km. Zaczyna się w Calais nad kanałem La Manche we Francji, kończy się w Kazachstanie, nad granicą z Chinami.

## Przebieg E40
Francja: Calais – Dunkerque (Dunkierka)
- autostrada A 16

 Belgia: Veurne – Brugge (Brugia) – Gent (Gandawa) – Brussel/Bruxelles (Bruksela) – Liège
- autostrada A18
- autostrada A10
- obwodnica Brukseli (R0)
- autostrada A3

 Niemcy: Aachen (Akwizgran) – Köln (Kolonia) – Olpe – Wetzlar – Gießen – Bad Hersfeld – Eisenach – Erfurt – Gera – Chemnitz – Dresden (Drezno) – Görlitz
- autostrada A44
- autostrada A4
- autostrada A45
- droga krajowa B49
- droga krajowa B429
- autostrada A480
- autostrada A5
- autostrada A7
- autostrada A4

 Polska: Zgorzelec – Legnica – Wrocław – Opole – Gliwice – Katowice – Jaworzno – Kraków – Tarnów – Dębica – Rzeszów – Jarosław – Korczowa (granica) (672 km)
- autostrada A4

 Ukraina: Krakowiec – Lwów – Dubno – Równe – Żytomierz – Kijów – Połtawa – Charków – Ługańsk – granica (1.334 km)
- droga międzynarodowa M10 do Lwowa (skrzyżowanie z E372 i E50),
- droga międzynarodowa M06 przez Dubno (skrzyżowanie z E85), Równe i Żytomierz (skrzyżowanie z E583) do Kijowa (skrzyżowanie z E95),
- droga międzynarodowa M03 przez Połtawę i Charków (skrzyżowanie z E105) do Debalcewa (skrzyżowanie z E50),
- droga międzynarodowa M04 przez Kadijewkę i Ługańsk do przejścia granicznego Izwarino - Siewiernij

 Rosja:
- droga M21 (oraz częściowo M4) z Kamieńska Sachtyńskiego do Wołgogradu
- droga M6 z Wołgogradu do Astrachania
- droga A340 z Astrachania do przejścia granicznego Volodarsky-Kotayevka na granicy z Kazachstanem

 Kazachstan:
- A27: Atyrau – Bejneu

 Uzbekistan:
- Kungrad – Nukus – Dasshaus – Buchara – Nawoj – Samarkanda – Dżizak – Taszkent

 Kazachstan:
- Szymkent – Taraz

 Kirgistan:
- Biszkek

 Kazachstan:
- Ałmaty – Saryozek – Tałdy Kurgan – Uszarał – Taskesken – Ajaguz – Gieorgijewska – Ust-Kamenogorsk – Ridder

## Stary system numeracji
Do 1983 roku obowiązywał poprzedni system numeracji, według którego oznaczenie E40 dotyczyło trasy: Bruksela – Namur – Bastogne. Arteria E40 była wtedy zaliczana do kategorii „B”, w której znajdowały się trasy europejskie będące odgałęzieniami oraz łącznikami.

### Drogi w ciągu dawnej E40
Lista dróg opracowana na podstawie materiału źródłowego
| Belgia | - autostrada E40: Bruxelles / Brussel – Namur – Jambes - droga nr 4: Jambes – Emptinne – Marche-en-Famenne – Bastogne |